# Boronella koniamboensis
Boronella koniamboensis là một loài thực vật thuộc họ Rutaceae. Đây là loài đặc hữu của New Caledonia.